# Holst
Holst är ett efternamn, som förekommer i flera länder. Namnet finns också med adelsprefix som von Holst.
Omkring 2000 personer med efternamnet Holst var i mitten av 2010-talet bosatta i Sverige,, motsvarande siffra för Danmark var 4500,, för Norge 1500,  och för Finland 100. Efternamnet von Holst är betydligt ovanligare med ett trettiotal bärare i Sverige och en handfull i Danmark.

## Personer med efternamnet Holst eller von Holst
- Agda Holst (1886–1976), svensk målare
- Andreas von Holst (född 1964), tysk punkgitarrist
- Anna Holst (1923–2022), svensk arkitekt
- Axel Holst (1860–1931), norsk läkare

- Birgitta Holst Alani (född 1947), svensk diplomat

- Carl Eduard Holst (1811–1870), tysksvensk språkmästare
- Charlotte Holst (född 1941), svensk arkitekt
- Christian Holst, flera personer
  - Christian Holst (född 1981), dansk/färöisk fotbollsspelare
  - Christian Holst (ämbetsman) (1809–1890), norsk ämbetsman och hovman
- Clara Holst (1868–1935), norsk lingvist

- Elise Holst (1811–1891), dansk skådespelare
- Elling Holst (1849–1915), norsk matematiker
- Emma Holst (1880–1962), svensk skulptör
- Erik Holst (1922–2013), dansk politiker och miljöminister, socialdemokrat
- Erika Holst (född 1979), svensk ishockeyspelare

- Frederik Holst, flera personer
  - Frederik Holst (fotbollsspelare) (född 1994), dansk fotbollsspelare
  - Frederik Holst (läkare) (1791–1871), norsk läkare
- Fritz Holst (1834–1909), dansk dramatiker

- Gustav Holst (1874–1934), brittisk tonsättare

- Hanne-Vibeke Holst (född 1959), dansk författare
- Hans von Holst (1808–1874), svensk hovman
- Hans von Holst (1877–1962), svensk läkare
- Hans Peter Holst (1811–1893), dansk diktare
- Hans-Ancker Holst (1915–1983), svensk arkitekt
- Harald Holst (född 1945), svensk vänsterpolitisk aktivist
- Helge Holst (1871–1944), dansk fysiker och författare
- Hermann Eduard von Holst (1841–1904), balttysk historiker
- Hübner von Holst (1881–1945), svensk militär och sportskytt

- Joachim Holst-Jensen (1880–1963), norsk skådespelare
- Johan Holst, flera personer
  - Johan Holst (1892–1953), norsk läkare och professor
  - Johan Holst (skådespelare) (född 1939), norsk skådespelare
  - Johan von Holst (militär) (1774–1836), norsk-svensk militär
  - Johan von Holst (konstnär) (1841–1917), svensk militär och konstnär
  - Johan Jørgen Holst (1937–1994), norsk samhällsforskare, politiker i arbeiderpartiet, utrikesminister
  - Johan Throne Holst (1868–1946), norsk företagsleare och politiker i frisinnede venstre

- Kai Holst (1913–1945), norsk sjöman, pälsdjursuppfödare och motståndsman
- Kim Holst Jensen, dansk arkitekt
- Kirsten Holst (1936–2008), dansk författare

- Lars Holst (1848–1915), norsk jurist och publicist, venstreman
- Lars Holst (matematiker) (född 1942), svensk matematiker
- Lisbet Holst (född 1945), svensk översättare
- Louise Holst  (1840–1883), dansk skådespelare

- Margot Holst (född 1958), svensk konstnär
- Mauritz Holst (1603–1655), svensk landshövding
- Mauritz Ludvig Holst (1636–1700), svensk ämbetsman

- Niels Henrik Holst (1828–1889), dansk officer och ämbetsman
- Nils Olof Holst (1846–1918), svensk geolog

- Olov Holst (född 1963), svensk politiker, moderat, kommunstyrelseordförande i Sigtuna

- Per Holst (född 1939), dansk regissör, producent och manusförfattare
- Pernille Holst Holmsgaard (född 1984), dansk handbollsspelare
- Perolof Holst (1934–2022), svensk polisman och lokalpolitiker
- Peter Holst (1861–1935), norsk läkare
- Peter Theodor Holst (1843–1908), norsk militär och politiker
- Poul Holst (1789–1840), norsk jurist
- Poul Christian Holst (1776–1863), norsk jurist och politiker

- Rita Holst (född 1949), svensk författare och manusförfattare

- Svea Holst (1901–1996), svensk skådespelare
- Sven von Holst, (född 1948) svensk simmare

- Thomas Holst (född 1963), svensk musiker
- Tomas Holst (född 1952), svensk konstnär

- Walfrid Holst (1897–1959), svensk historiker och skolman
- Wilhelm Conrad Holst (1807–1898), dansk skådespelare

- Yaba Holst (född 1972), svensk skådespelare, regissör, producent och skribent